# جام باشگاه‌های جهان کوچک ۱۹۶۹
جام باشگاه‌های جهان کوچک ۱۹۶۹ که از سال ۱۹۶۳، آن را جام کاراکاس می‌نامند، یازدهمین دوره از مسابقات جام باشگاه‌های جهان کوچک بود که در کاراکاس بین تیم‌های دپورتیوو لا کرونیا، اسپورتینگ و اسپارتا پراگ برگزار شد.

## شرکت کنندگان
| تیم                |
| ------------------ |
| دپورتیوو لا کرونیا |
| اسپورتینگ          |
| اسپارتا پراگ       |

## بازی‌ها
| اسپارتا پراگ | ۲–۱ | دپورتیوو لا کرونیا |
| ------------ | --- | ------------------ |
|              |     |                    |

| اسپارتا پراگ | ۳–۰ | اسپورتینگ |
| ------------ | --- | --------- |
|              |     |           |

| دپورتیوو لا کرونیا | ۱–۱ | اسپورتینگ |
| ------------------ | --- | --------- |
|                    |     |           |

## جدول نهایی
| تیم                | امتیاز | بازی | برد | تساوی | باخت | گل زده | گل خورده | تفاضل |
| ------------------ | ------ | ---- | --- | ----- | ---- | ------ | -------- | ----- |
| اسپارتا پراگ       | ۴      | ۲    | ۲   | ۰     | ۰    | ۵      | ۱        | ۴     |
| دپورتیوو لا کرونیا | ۱      | ۲    | ۰   | ۱     | ۱    | ۲      | ۳        | -۱    |
| اسپورتینگ          | ۱      | ۲    | ۰   | ۱     | ۱    | ۱      | ۴        | -۳    |

## قهرمان
| قهرمان جام باشگاه‌های جهان کوچک ۱۹۶۹ |
| ----------------------------------- |
| اسپارتا پراگ                        |
| اولین قهرمانی                       |